# Побережное (Винницкая область)
Побережное (укр. Побережне) — село в Винницком районе Винницкой области Украины.
Код КОАТУУ — 0520685403. Население по переписи 2001 года составляет 718 человек. Почтовый индекс — 23256. Телефонный код — 432.
Занимает площадь 1,586 км².
В селе действует храм Апостола и Евангелиста Иоанна Богослова Винницкого районного благочиния Винницкой епархии Украинской православной церкви.

## Адрес местного совета
23256, Винницкая область, Винницкий р-н, с. Побережное, ул. Шевченко, 1, тел. 58-91-47